# 勒達爾木板教堂

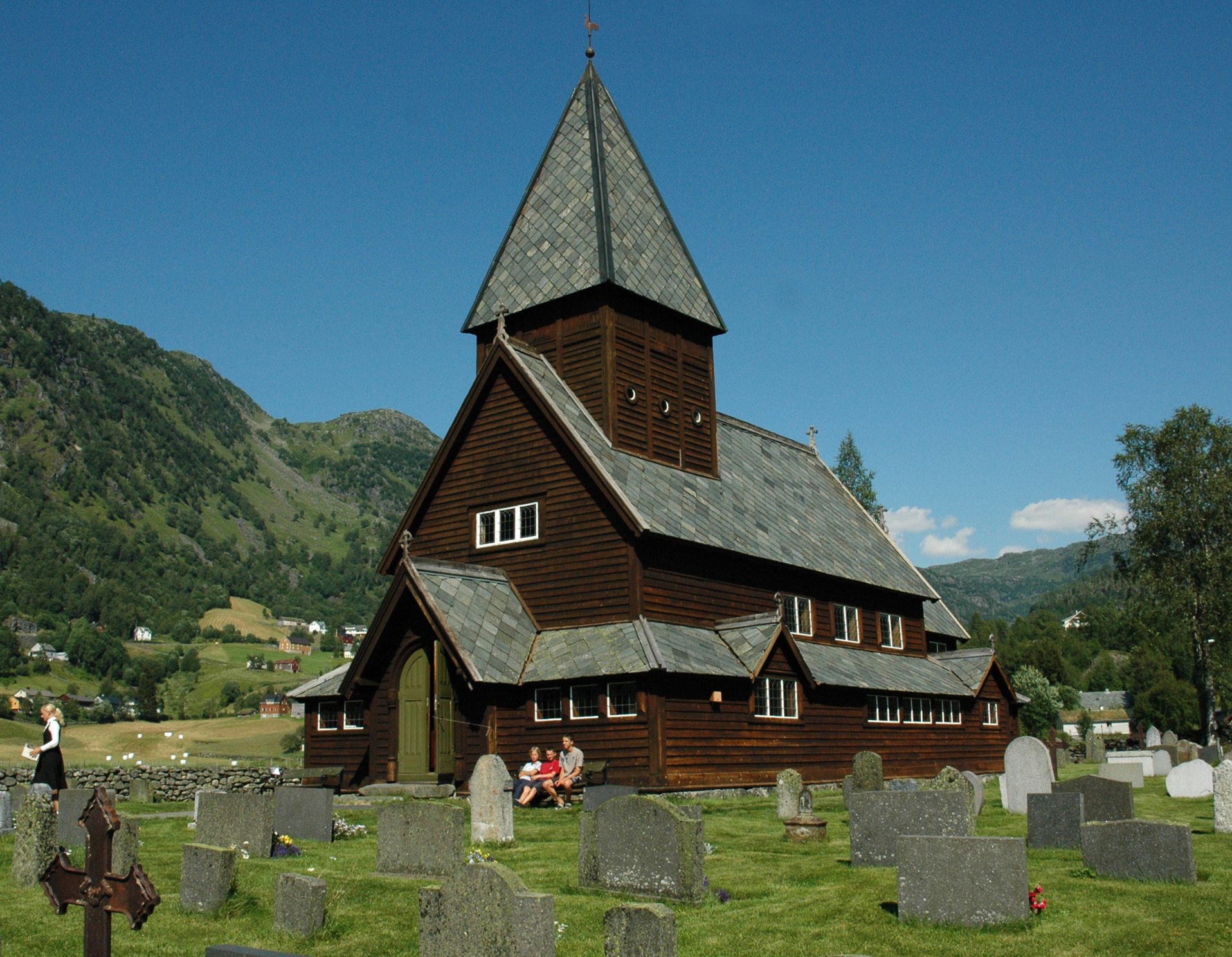

勒達爾木板教堂（挪威語：Røldal Stave Church）是挪威教會的一座教區教堂，位於韋斯特蘭郡于倫斯旺。這座教堂修建於約1250年，可以容納約130人。這座教堂現在雖然作為歷史博物館使用，但每月亦舉辦兩次禮拜。

## 外部連結
- Røldal stavkirke von 1250 in Røldal （页面存档备份，存于）

59°49′51″N 6°49′22″E / 59.83085°N 6.82271°E